# Latakia (distrikt)
Latakia (arabiska: منطقة اللاذقية, منطقة مركز اللاذقية) är ett distrikt i Syrien.   Det ligger i provinsen Latakia, i den västra delen av landet, 250 kilometer norr om huvudstaden Damaskus.
Trakten runt Latakia består till största delen av jordbruksmark. Runt Latakia är det tätbefolkat, med 493 invånare per kvadratkilometer.